# Čarovnice (serija)
Čarovnice (izvirno angleško Charmed) je ameriška TV-serija, ki so jo v ZDA predvajali od leta 1998 do maja 2006, v celoti pa je bilo posnetih osem sezon. Njen producent je bil Aaron Spelling. Serija govori o treh sestrah, ki so najmočnejše čarovnice, znane kot Začarane. Svoje življenje so posvetile uničevanju demonov, vragov in drugih zlobnih sil v San Franciscu. Serijo je v Sloveniji predvajal Kanal A.

## Začetek
Vse se začne leta 1998, šest mesecev po smrti babice treh sester po imenu Prue, Piper in Phoebe. Najmlajša sestra Phoebe, ki se je vrnila iz New Yorka v San Francisco,je na podstrešju po naključju našla staro Knjigo senc, ter prebrala prvi urok iz knjige...
... in tri sestre Halliwell so dobile čarobne moči.
Prue, najstarejša sestra, dobi moč telekineze, kasneje pa še moč astralne projekcije, srednja sestra Piper dobi moč zamrznitve in eksplozije predmetov, najmlajša sestra Phoebe pa moč videnja prihodnosti in preteklosti, kasneje doseže moč lebdenja in nazadnje še moč empatije (čutenja čustev drugih oseb).
Po tragični smrti Prue, Piper in Phoebe odkrijeta, da imata tudi mlajšo polsestro Paige. Ta ima, prav tako kot Prue, moč telekineze, sposobna pa se je tudi presvetliti.

## Sestre Halliwell
Prudence 'Prue' Halliwell (Shannen Doherty; 1.-3. sezona)
Prue je bila najstarejša sestra, rojena 28. oktobra 1971. Je inteligentna, znajde se v vsaki situaciji in je zaščitniška do svojih mlajših sester. Zanju je skrbela, vse odkar jim je umrla mati, zato je postala zelo odgovorna in odločna. Do leta 1998 je delala v muzeju, po tem letu se je zaposlila v dražbeni hiši Buckland. Tam je delala do leta 2000, ko je začela uresničevati svoje sanje in se zaposlila kot fotografinja pri reviji 415. Poročila se ni nikoli, čeprav je bila enkrat zaročena. 17. maja 2001 jo je ubil demon Shax, ki ga je nad sestre poslal Vir.
Piper Halliwell (Holly Marie Combs)
Piper se je rodila 7. avgusta 1973 in je bila pred smrtjo Prue srednja sestra. Njena moč je zmrzovanje in eksplozija predmetov. Prva služba, ki jo je dobila, je bila v banki. Vedno si je želela postati glavna kuharica in imeti svojo restavracijo, zato se je po babičini smrti leta 1998 zaposila v restavraciji Quake. Ne dolgo zatem je dala odpoved in odprla nočni klub P3. Poročila se je z Leom Wyattom, belim razsvetljevalcem Uročenih in je z njim imela tri otroke: Wyatta, Chrisa in Melindo.
Phoebe Halliwell (Alyssa Milano)
Pheobe je bila rojena 2. novembra 1975, kot tretja izmed sester in zato prava razvajenka družine; spontana in odkrita. Čeprav je Phoebe v 1. sezoni zelo neodgovorna, se do 8. sezone precej spremeni. Leta 1999 se je vrnila na fakulteto in jo tudi končala. V četrti sezoni dobi službo v časopisu The Bay Mirror kot avtorica svetovalne kolumne. Njena prva prava ljubezen je bil Cole Turner. Bil je poldemon, ki je bil najet, da bi umoril Začarane. Z njim se je v 4. sezoni tudi poročila. Malo pred poroko je Cole postal Vir vsega zla. Po poroki je Phoebe zanosila demonskega otroka in postala zlobna - kraljica Podzemlja. Malo pred koncem 4. sezone so Uročene uničile Cola, a ne za vedno. Phoebe je kmalu zaradi težav otroka izgubila. Nazadnje spozna Coopa, s katerim se poroči in ima z njim tri deklice.
Paige Matthews (Rose McGowan; 4.-8. sezona)
Paige je njihova polsestra in je najmlajša. Rodila se je 2. avgusta 1977. Po smrti Prue sta setri Halliwell odkrili svojo polsestro Paige. Paige je bila pol čarovnica pol beli razsvetljevalec. Imela je isto mamo kot sestre, Patty Halliwell, a drugega očeta - belega razsvetljevalca Sama Wyldera. Patty in Sam sta jo dala v posvojitev. Posvojil jo je par, ki se je pisal Matthews. Ko je bila stara 16 let, sta ji starša umrla. V 4. sezoni je delala kot socialna delavka, v 5. sezoni pa je dala odpoved. V 8. sezoni se poroči s Henryjem Mitchellom in ima z njim tri otroke - deklici dvojčici in fanta.

## Ostali liki
Leo Wyatt (Brian Krause; 1.-8. sezona)
Leo Wyatt je sprva bil beli-angel sester Halliwell, ampak v drugi sezoni sta Piper in Leo začela hoditi, čeprav je bilo to proti pravilom, Leo je zaradi tega tudi izgubil svoje moci za nekaj časa, v sedmi sezoni je postal Avatar, a na koncu je zgubil moci Avatarjev in belih-angelov in tako postal človek. V peti sezoni dobi prvega otroka s Piper, Wyatta, in v šesti sezoni pa še Chrisa. V osmi sezoni ga Angel Usode vzame od Piper za 10 epizod, ampak se vrne v zadnji epizodi serije.
Cole Turner (Julian McMahon; 3.-5. sezona)
Colea Turnera je Phoebe spoznala na začetku tretje sezone, on je bil zapeljiv odvetnik... Ampak Phoebe ni vedela, da je v resnici demon Belthazar, ki ga je Triada poslala, da bi umoril sestre Halliwell... Ko je Phoebe zvedela kdo je v resnici, ga ni mogla izničiti, ker ga je ljubila. V četrti sezoni se je celo poročila z njim, ločila sta se v peti. On je za nekaj časa v tretji sezoni postal dober, potem kasneje v tretji spet hudoben, v četrti postane človek za nekaj epizod, v četrti sezoni pa slucajno postane vir vsega zla in ga Čarovnice morajo izničiti. V peti sezoni se vrne, in ga na koncu Phoebe izniči v drugačni realnosti.
Billie Jenkins (Kaley Cuoco; 8. sezona)
Billie je bila mlada čarovnica, kateri so Začarane pomagale in jo naučile postati boljša čarovnica. Billie v osmi sezoni najde svojo sestro Christy, ki jo je Triada ugrabila pred 15. leti. Ampak Christy je pomagala Triadi, da bi umorili Začarane. Na koncu sezone jo Billie ubije.
Andy Trudeau (Ted King; 1. sezona)
Andy je bil policaj in tudi Pruina prva in edina ljubezen. Ona ga je poznala skoraj celo življenje, ubil ga je demon.
Chris Perry (Drew Fuller; 6. sezona)
Chris Perry je mlajši sin Piper in Lea. V šesti sezoni pride iz prihodnosti, da bi ubil demona, ki naredi Wyatta hudobnega. Ima moč telekiteze, teletaktičnega presvetljevanja, telepatije, raztreljevanja predmetov in presvetljevanja. Postane beli angel - razsvetljalec, po napotkih svojega očeta Lea. Je tudi v po eni epizodi 5., 7. in 8. sezone.
Darryl Morris (Dorian Gregory; 1.-7. sezona)
Darryl Morris je bil Andyjev partner. V 2. sezoni je zvedel da so Halliwellove čarovnice in je to sprejel, vedno jim je pomagal. Ima dva otroka in ženo Sheilo.
Dan Gordon (Greg Vaughn; 2. Sezona)
Dan Gordon je bil Piperin začasni fant, bil je njihov novi sosed, ki se na koncu druge sezone preseli.
Jenny Gordon (Karis Paige Bryant; 2. sezona)
Ta najstnica je sestričina Dana Gordona in je z njim živela, ko so njeni starši bili na potovanju.

## Mediji

### TV
Prvotno je serija bila predvajana na televizijski postaji WB v ZDA in na televizijski postaji CTV v Kanadi. Serija je danes licenčno predvajana na mnogih televizijskih postajah v Severni Ameriki. Predvajana pa je tudi v mnogih drugih državah (V nekaterih državah je naslov spremenjen. Original naslov je "Charmed", oziroma po slovensko "Začarane"):
- Argentina: Čarovnice se predvajajo na Sony Entertainment Television.
- Avstralija: Šesta sezona je predvajana na televiziji TV1, Austar in Foxtel. Drugega aprila leta 2007 pa so na Channel Ten začel predvajati osmo sezono.
- Belgija: Serija poteka na Kanaal Twee.
- Danska: "Heksene fra Warren Manor" (Dansko), pomeni "Čarovnice iz Warren Manorja". Trenutno se na TV3 predvaja šesta sezona.
- Francija: Čarovnice so bile predvajene na televizijski postaji M6.
- Nemčija: Na Pro7 se Čarovnice predvajajo pod imenom "Charmed - Zauberhafte Hexen" ali "Začarane - Magične čarovnice".
- Grčija: Star Channel trenutno predvaja zadnjo sezono Čarovnic.
- Indonezija: Na SCTV bo kmalu predvajana osma sezona.
- Italija: Na FOX (cable tv) se predvaja pod imenom "Streghe", kar pomeni Čarovnice.
- Malta: Čarovnice se predvajajo na Living TV.
- Nizozemska: Leta 2007 se bojo predvajali zadnji deli na NET 5.
- Poljska: V Poljski se predvaja prva sezona na Polsat.
- Filipini: Studio 23 predvaja zadnjo sezono.
- Slovenija: Serija se je predvajala tudi v Sloveniji, na kanalu A. Videli smo že lahko vseh 8 sezon, trenutno pa se ne vrti nobena.
- Španija: Predvaja se na Cosmopolitin channel.
- Tajska: Sedma sezona se predvaja na kabelski televiziji True Series.
- Turčija:DiziMax predvaja zadnjo sezono nanizanke.
- Združeno kraljestvo: Predvaja se na Living TV.
- Hrvaška: Trenutno se predvaja peta sezona na Nova TV.